# Kenth Högström
Kenth Olof Anders Högström, född 13 januari 1952 i Forsa församling i Gävleborgs län, död 3 oktober 2005 i Hudiksvall-Idenors församling, var en svensk egenföretagare och politiker (socialdemokraterna).
Kenth Högström tjänstgjorde som ersättare i riksdagen 1982, 1983 och 1984 samt 1998–2005 för Gävleborgs läns valkrets.